# Heinz Rühmann
Heinz Rühmann (născut Heinrich Wilhelm Rühmann; n. 7 martie 1902, Essen, Reich-ul German – d. 3 octombrie 1994, Berg, Districtul Starnberg, Bavaria, Germania) a fost un actor german.

## Date biografice
Heinz Rühmann s-a născut în Essen și a crescut în Wanne, Bazinul Ruhrului, unde părinții lui luaseră în arendă birtul de la stația de cale ferată. Deja la 5 ani, Heinz a început să joace roluri mai mici pe scena improvizată din birt, unde câștigă simpatia clienților, prin recitări și prin improvizațiile sale hazlii. Această experiență din copilărie a avut un efect pozitiv asupra procesului de formare a actorului de mai târziu. În 1913 familia Rühmann a deschis hotelul Handelshof în Essen, care avea o cafenea și un restaurant. Aceast proiect a depășit posibilitățile financiare ale familiei, care a ajuns în pragul ruinei. Dezastrul financiar a provocat o criză în sânul familiei, lucru care a dus în anul 1915 la divorțul părinților. Tatăl lui, Hermann Rühmann, se mută la Berlin unde probabil se sinucide. Fosta soție și cei trei copii rămân în Essen, iar ulterior se mută în 1916 la München. Aici duc o viață plină de lipsuri. Heinz Rühmann urmează fără prea mult interes școala reală Luitpold.
După luarea bacalaureatului, pentru a-și ajuta financiar familia, apare pe scena unui teatru clandestin din München. Actorul bavarez Ernst von Possart (1897-1921) îl sfătuiește să renunțe la planurile lui de a deveni actor. La șase luni după acest incident este remarcat ca talent și este angajat de Richard Gortner, directorul teatrului din Breslau (azi Wrocław). Cu puțin înainte de ocuparea noului loc de muncă în Breslau, un medic diagnostichează la Heinz o paralizie a feței datorată unei inflamații a nervului facial, cauzată probabil de o răceală netratată. În ciuda sfatului medical se duce la Breslau, de unde este trimis acasă pentru a se trata. După câteva săptămâni paralizia feței se vindecă, în schimb el nu va avea pe scena din Breslau, succesul scontat. La venirea lui Paul Barnay, noul director de teatru, contractul de muncă a lui Heinz nu va mai fi reînnoit, motivul invocat fiind lipsa de talent. Spre norocul lui este angajat la un teatru din Hanovra, unde de asemenea are o serie de probleme din cauza vârstei tinere și a staturii sale scunde. Succesul lui ca actor va începe abia pe scena teatrului din Bremen, succes care va dura timp de 30 de ani, el devenind unul dintre cei mai renumiți actori germani. În perioada nazismului german Rühmann se abține de a se amesteca în viața politică. În 1938 divorțează de soția sa, care era evreică. El se recăsătorește cu o actriță suedeză și înainte de izbucnirea războiului se mută la Stockholm. El respinge critica cum că divorțul său ar fi avut loc pentru salvarea carierei sale. După spusele Herthei Feiler, a doua soție a lui, prima lui căsătorie era într-o perioadă de criză, și pe lângă aceasta și bunicul soției a doua era evreu.
În 1995, Heinz Rühmann a fost distins postum cu Premiul Camera de Aur ca „cel mai mare actor german al secolului”.

## Filmografie

### Actor
- 1926 Das deutsche Mutterherz
- 1927 Das Mädchen cu den fünf Nullen
- 1930 Die Drei von der Tankstelle
- 1930 Einbrecher
- 1931 Der Mann, der seinen Mörder sucht
- 1931 Bomben auf Monte Carlo
- 1931 Meine Frau, die Hochstaplerin
- 1931 Der brave Sünder
- 1932 Der Stolz der 3. Kompanie
- 1932 Man braucht kein Geld
- 1932 Es wird schon wieder besser
- 1932 Strich durch die Rechnung
- 1933 Ich und die Kaiserin
- 1933 Lachende Erben
- 1933 Heimkehr ins Glück
- 1933 Es gibt nur eine Liebe
- 1933 Drei blaue Jungs, ein blondes Mädel
- 1934 Die Finanzen des Großherzogs
- 1934 So ein Flegel
- 1934 Pipin der Kurze
- 1934 Ein Walzer für dich
- 1934 Heinz im Mond
- 1934 Frasquita
- 1935 Der Himmel auf Erden
- 1935 Wer wagt, gewinnt!
- 1935 Eva
- 1935 Der Außenseiter
- 1936 Allotria
- 1936 Lumpacivagabundus
- 1936 Ungeküsst soll man nicht schlafen gehn
- 1936 Wenn wir alle Engel wären
- 1937 Der Mann, von dem man spricht
- 1937 Der Mann, der Sherlock Holmes war
- 1937 Der Mustergatte
- 1938 Die Umwege des schönen Karl
- 1938 Fünf Millionen suchen einen Erben
- 1938 13 Stühle
- 1938 Nanu, Sie kennen Korff noch nicht?
- 1939 Der Florentiner Hut
- 1939 Paradies der Junggesellen
- 1939 Hurra, ich bin Papa!

- 1940 Kleider machen Leute
- 1940 Wunschkonzert (Gesangsauftritt)
- 1941 Hauptsache glücklich
- 1941 Der Gasmann
- 1941 Quax, der Bruchpilot
- 1943 Ich vertraue Dir meine Frau an
- 1944 Die Feuerzangenbowle
- 1945 Quax in Afrika (lansat în 1953)
- 1946 Sag’ die Wahrheit (neterminat)
- 1948 Der Herr vom andern Stern
- 1949 Das Geheimnis der roten Katze
- 1949 Ich mach Dich glücklich

- 1952 Das kann jedem passieren
- 1952 Schäm dich, Brigitte
- 1953 Keine Angst vor großen Tieren
- 1953 Briefträger Müller (Heinz Rühmann nemenționat)
- 1954 Auf der Reeperbahn nachts um halb eins
- 1955 Zwischenlandung in Paris (Escale à Orly)
- 1955 Wenn der Vater cu dem Sohne
- 1956 Charleys Tante
- 1956 Ofițer pentru o zi (Der Hauptmann von Köpenick), regia: Helmut Käutner, rol: Wilhelm Voigt
- 1956 Das Sonntagskind
- 1957 Vater sein dagegen sehr
- 1958 S-a întâmplat în plină zi (Es geschah am hellichten Tag)
- 1958 Der Mann, der nicht nein sagen konnte
- 1958 Der Pauker
- 1958 Der eiserne Gustav
- 1959 Menschen im Hotel
- 1959 Un om trece prin zid (Ein Mann geht durch die Wand), regia: Ladislao Vajda, rol: Buchsbaum

- 1960 Bravul soldat Schwejk (Der brave Soldat Schwejk), regia Axel von Ambesser
- 1960 Judecătorul de minori (Der Jugendrichter), regia: Paul Verhoeven, rol: judecătorul Dr. Ferdinand Bluhme
- 1960 Mein Schulfreund
- 1960 Das schwarze Schaf, regia Helmuth Ashley : Pater Brown
- 1961 Der Lügner
- 1962 Max, der Taschendieb
- 1962 Pater Brown - Er kann’s nicht lassen
- 1963 Meine Tochter und ich
- 1963 Casa din Montevideo (Das Haus in Montevideo), regia: Helmut Käutner, rol: Prof. Dr. Traugott Hermann Nägler
- 1964 Vorsicht Mr. Dodd!
- 1965 Dr. med. Hiob Prätorius
- 1965 Das Liebeskarussell
- 1965 Corabia nebunilor (Ship of Fools), regia: Stanley Kramer, rol: Lowenthal
- 1966 Hocus-pocus (Hokuspokus oder: Wie lasse ich meinen Mann verschwinden…?), regia Kurt Hoffmann : Peer Bille
- 1966 Geld oder Leben („La bourse et la vie“)
- 1966 Grieche sucht Griechin
- 1966 Maigret und sein größter Fall, regia: Alfred Weidenmann, rol: comisarul Maigret
- 1968 Die Abenteuer des Kardinal Brown (Operazione San Pietro)
- 1968 Die Ente klingelt um halb acht
- 1968 Der Tod des Handlungsreisenden (film TV)
- 1969 Sag’s dem Weihnachtsmann (film TV)

- 1970 Mein Freund Harvey (Fernsehen)
- 1970 Endspurt (Fernsehen)
- 1971 Der Pfandleiher (Fernsehen)
- 1971 Der Kapitän
- 1973 Oh Jonathan – oh Jonathan!
- 1973 Der Hausmeister (Fernsehen)
- 1977 Das chinesische Wunder
- 1977 Gefundenes Fressen
- 1978 Diener und andere Herren (Fernsehen)
- 1979 Noch ’ne Oper (Fernsehen)
- 1979 Balthasar im Stau (Fernsehen)

- 1981 Ein Zug nach Manhattan (Fernsehen)
- 1983 Es gibt noch Haselnuß-Sträucher (Fernsehen)
- 1993 In weiter Ferne, so nah!

### Producător
- 1939 Der Florentiner Hut
- 1939 Paradies der Junggesellen
- 1940 Kleider machen Leute
- 1941 Quax, der Bruchpilot
- 1941 Hauptsache glücklich!
- 1943 Ich vertraue Dir meine Frau an
- 1944 Die Feuerzangenbowle
- 1944 Der Engel cu dem Saitenspiel
- 1947 Quax in Afrika
- 1948 Berliner Ballade (regie: Robert A. Stemmle)
- 1949 Ich mach Dich glücklich
- 1949 Das Geheimnis der roten Katze
- 1950 Herrliche Zeiten (regie: Günter Neumann, Erik Ode)
- 1953 Briefträger Müller

### Regizor
- 1938 Lauter Lügen (cu Albert Matterstock, Hertha Feiler, Fita Benkhoff)
- 1940 Lauter Liebe (cu Hertha Feiler, Hans Leibelt, Helmut Weiss)
- 1944 Der Engel cu dem Saitenspiel (cu Hertha Feiler, Hans Söhnker, Hans Nielsen)
- 1944 Sophienlund (cu Hannelore Schroth, Hans Quest, Harry Liedtke)
- 1948 Die kupferne Hochzeit (cu Hertha Feiler, Peter Pasetti, Hans Nielsen)
- 1953 Briefträger Müller